# Марковська волость (Богучарський повіт)
Марковська волость — історична адміністративно-територіальна одиниця Богучарського повіту Воронізької губернії з центром у слободі Марковка.
Станом на 1880 рік складалася 7 поселень, 5 сільських громад. Населення — 7291 особа (3621 чоловічої статі та 3670 — жіночої), 972 дворових господарства.
|                     | Площа, десятин | У тому числі орної, дес. |
| ------------------- | -------------- | ------------------------ |
| Сільських громад    | 22009          | 14400                    |
| Приватної власності | —              | —                        |
| Іншої власності     | 148            | 78                       |
| Загалом             | 22157          | 14478                    |

Поселення волості на 1880 рік:
- Марковка (Ад'ютантова) — колишня державна слобода при річці Богучар за 60 верст від повітового міста, 3689 осіб, 516 дворів,православна церква, поштова станція, лавка, 63 вітряних млини.
- Бугаївка — колишня державна слобода при річці Вшива, 1517 осіб, 198 дворів, православна церква, 2 лавки, 16 вітряних млинів.
- Пасюков — колишній державний хутір, 525 осіб, 68 дворів.
- Попасний — колишній державний хутір, 687 осіб, 88 дворів, 10 вітряних млинів.
- Хрещатий — колишній державний хутір, 662 особи, 82 двори, 13 вітряних млинів.

За даними 1900 року у волості налічувалось 7 поселень, 7 сільських громад із переважно українським населенням, 10 сільських товариств, 31 будівля й установа, 1098 дворових господарств, населення становило 7943 особи (3993 чоловічої статі та 3950 — жіночої).
1915 року волосним урядником був Стефан Григорович Гогін, старшиною — Михайло Лазарович Татарков, волосним писарем — Олексій Михайлович Давидов.